# 퍼스널 컬러
퍼스널 컬러(Personal Color)는 두 가지의 의미를 지닌다. 첫 번째, 개인이 타고날 때부터 가지고 있는 신체 색을의미한다. 보통 피부와 머리카락, 눈동자 색을 나타낸다. 두 번째, 개인의 피부와 머리카락, 그리고 눈동자색과 가장 잘 어울리는 색을 의미한다. 개인마다 가지고 있는 고유의 색이 다르기 때문에 개인에게 어울리는 색이나 그렇지 못한 색을 구분하여 찾아낼 수 있다.

## 원리

#### 배색 효과
퍼스널 컬러는 배색을 기본 원리로 한다. 배색이란, 두 가지 이상의 색을 배열하는 것을 의미하는데 배열된 색들은 배열 목적에 맞는 효과가 나타나도록 조화를 이루어야 한다. 각각의 색에는 고유성이 존재한다. 그러나 색은 독자적 고유성만으로 지각되기 보다는, 인접한 색과 얼마나 조화로운가를 기준으로 아름다운 색인지 추한 색인지 결정된다. 따라서 여러 색을 배열하는 배색은 신중하게 이루어져야 한다. 아름답게 이루어진 배색으로 미적인 효과가 극대화되는 것을 ‘배색 효과’라고 한다.

#### 오스트발트의 색채 조화론
독일의 화학자 빌헬름 오스트발트는 1922년 ‘색채의 조화’라는 조화 이론을 발표했다. “조화는 질서와 같다”는 정의를 내린 오스트발트는 일정한 규칙을 두고 배색을 진행해야 한다고 말했다. 색채조화론에서 색상환을 통한 조화이론을 보면, 1) 색상 간격이 유사한 조화(약한 대비), 2) 이색조화(중간 대비), 3) 반대 조화(강한 대비, 보색 조화) 등이 있다.

##### 1) 색상 간격이 유사한 조화(약한 대비)
24가지 색의 색상환에서, 2칸~4칸의 범위 이내로 색상차가 이루어지는 색은 서로 조화를 이룬다.

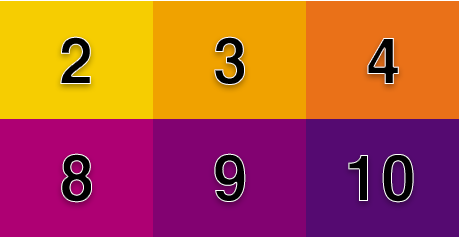
색상 간격이 유사한 조화

##### 2) 이색 조화(중간 대비)
24가지 색의 색상환에서, 6칸~8칸의 범위내에서 색상차가 이루어지는 색은 서로 조화를 이룬다.

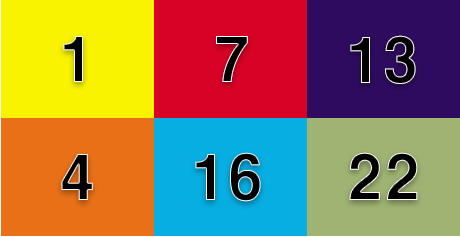
이색 조화

##### 3) 반대 조화(강한 대비, 보색 조화)
24가지 색의 색상환에서, 12칸 이상의 색상차가 이루어지는 색은 서로 조화를 이룬다. 이 때, 색상환에서 서로 가장 멀리 떨어져 있는 두 색을 보색이라고 한다. 보색끼리 이웃하여 배열하면 뚜렷한 대비 효과로 색이 더 선명하게 보인다.

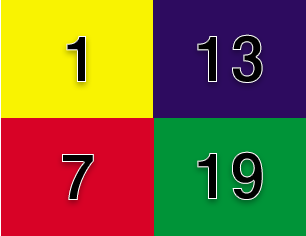
반대 조화

## 유행 계기
루키즘이 우리 사회에 만연하게 되면서, 외모의 중요성이 날로 커지게 되었다. 루키즘때문만이 아니라, 사실 외모는 첫 인상을 평가하는데에 중요한 요소이다. 따라서 상대방에게 좋은 이미지를 각인시켜주기 위해서는 메이크업과 옷차림 등 다양한 외적 표현 수단에 신경써야 한다. 여기서 결코 간과할 수 없는 부분이 바로 색채이다. 색채는 모든 외적 표현 수단에 적용되어 이미지를 완성하도록 돕는다. 때문에 자신에게 어울리는 색채를 찾기 위하여 퍼스널 컬러 업체를 찾게 되는 것은 어찌보면 당연한 수순이다. 자신을 조금 더 잘 표현하기 위해 입시를 준비하는 청소년부터 취업을 준비하는 취준생에 이르기까지 다양한 사람들이 퍼스널 컬러를 찾기 시작했다. 전문 업체에서 퍼스널 컬러를 진단 받는 것은 상당히 비쌈에도 불구하고, 남녀노소 관계 없이 진단을 받는 것은 미용에 대한 관심 증가와 자신을 위해 투자를 아끼지 않는 소비 트렌드때문이라 볼 수 있다. 각종 업계들도 이러한 트렌드를 파악하고 퍼스널 컬러를 적용한 마케팅을 시도하고 있다. 경기도는 16일 경기도청 북부청사 제2회의실에서 복지 및 민원업무 담당자 50여명을 대상으로 ‘퍼스널 컬러 이미지 메이킹 특강’을 개최하여 복지 및 민원업무 담당자들의 업무 만족도 제고와 자기 힐링의 기회를 제공하기도 했다. 또 삼성전자는 조직문화 개편을 위해 안동 그랜드호텔에서 '퍼스널 컬러' 교육을 실시하였다. 창의적이고 자율적인 분위기를 조성하기 위하여 저마다의 개성을 강조하는 교육을 통해 스스로 경쟁력을 갖추게 하겠다는 의도다. 결혼정보회사 듀오는 퍼스널 컬러 이미지 컨설팅을 진행하여 효과적인 커플 매칭을 꾀했다. 에뛰드하우스는 기존의 공주 컨셉의 브랜드 아이덴티티를 탈피하기 위해 퍼스널 컬러를 적용시킨 메이크업 팔레트를 출시하기도 했다. 뿐만아니라 명동점 플래그십 스토어 내 퍼스널 컬러 스튜디오에서 비치된 측색기로 본인의 퍼스널 컬러 톤을 확인한 후, 각자의 톤에 맞는 ‘사계절 웜/쿨톤 섀도우 팔레트’를 추천 받을 수 있도록 했다. 또한 한국패션심리연구소는 퍼스널 컬러를 기반으로 패션스타일링, 퍼스널쇼핑 등을 진행하고 있다. 컬러온더비는 퍼스널컬러와 함께 골격진단 프리미엄 컨설팅을 진행하고 있다. 이와 같이 다양한 업계에서 퍼스널 컬러를 사용하고 있다.

## 분류
퍼스널 컬러는 크게 봄, 여름, 가을, 겨울의 4가지 유형으로 구분할 수 있다. 톤을 구분할 수 있는 기준은 크게 피부색, 눈동자 색, 머리카락 색 등이 있다. 봄, 가을 유형은 웜(warm)톤으로 분류되며 여름, 겨울 유형은 쿨(cool)톤으로 분류된다.

##### 봄유형
봄 유형은 대부분 온화하고 부드러운 것이 특징이며, 따뜻한 톤을 지니고 있다. 얼굴색은 맑은 노란빛을 띄고 있다. 대부분의 눈동자 색은 푸른색 또는 녹색(아쿠아 그린), 골든 갈색이다. 머리카락 색은 따뜻하고 부드러운 느낌을 주는 갈색으로 전체적인 이미지는 발랄하고, 젊으며, 따뜻하고 밝은 투명한 이미지를 가지고 있다. 어울리는 색상은 명도는 높고 채도는 낮은 밝고 생기있는 톤으로,아이보리, 애프리컷, 파스텔 옐로 그린, 피치, 라이트 웜 아쿠아 등의 기본적으로 노란색이 가미된 컬러이다. 흰 빛과 푸른 빛이 감도는 색상과 찬 느낌의 무겁고 칙칙한 색, 한색 계열, 무채색, 은색, 와인색 등은 피해야 한다.

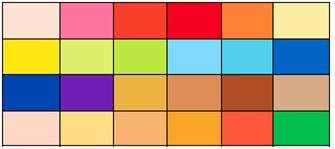
퍼스널 컬러 중 봄 유형의 색들

##### 여름유형
여름 유형은 흰색이 기본 색상이라고 할 수 있다. 이미지는 차가우면서도 부드러운 느낌을 겸비한 이지적인 분위기로 친근감을 준다. 계절적으로 시각적인 시원함을 가지고 있다. 얼굴색은 기본적으로 흰 빛과 푸른빛이 감도는 색이거나 노르스름한 피부에 흰 빛이 감도는 색, 희고 붉은 톤에 푸른빛이 감도는 색이다. 눈동자 색은 부드럽고 흐린 블루나 회색빛 블루, 부드러운 브라운 계열이다. 머리카락 색은 기본적으로 회색기미를 지니며 검은 빛을 떠나 강하기보다는 부드러운 검은색에 속하며, 청초하고 신선한 차가운 이미지를 지니고 있다. 어울리는 색상은 명도는 높고 채도는 낮은 톤이며 흰색과 파랑 톤의 기운이 느껴지는 색이다. 소프트 화이트, 라이트 블루 그레이, 파스텔 아쿠아, 파스텔 핑크, 라벤더, 부드럽고 차가운 느낌의 핑크, 연보라 등 색상이 튀지 않는 파스텔 계열로 전체적으로 흰 빛을 지닌 색상이 잘 어울린다. 검은색과 너무 어두운색, 금속성의 반사적인 색, 노란기미가 있는 색은 피해야한다

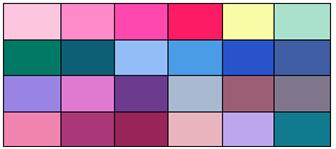
퍼스널 컬러 중 여름 유형의 색들

##### 가을유형
가을 색상은 황색 빛을 띠면서 차분하고 부드러운 느낌을 준다. 노란빛이 감돌기는 하지만 황색빛이 주를 이루기에 가라앉는 느낌을 준다. 얼굴색은 탁하고 노란 기를 띠고 있으며, 상아색인 경우가 많다. 눈동자 색은 황갈색이나 어두운 갈색이며 그린 빛이 감도는 깊고 어두운 색이 많다. 머리카락 색은 대부분 밝은 갈색이나 오렌지색을 띄는 붉은 갈색을 갖고 있다. 어울리는 색상은 명도와 채도가 낮은 진하고 탁한 톤이다. 모든 색에 노랑과 검정이 섞여있는 오이스트 화이트, 웜 베이지, 마호가니, 오렌지, 모스그린, 틸블루 등이 해당된다. 불투명하거나 파스텔 톤의 옅은색, 찬계열의 색, 선명한 원색 등은 피해야한다.

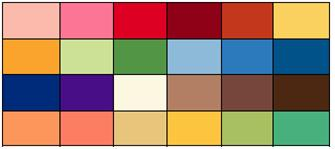
퍼스널 컬러 중 가을 유형의 색들

##### 겨울유형
겨울 색상은 강하면서 선명하고 다소 날카로운 느낌을 준다. 푸른빛이 감도는 색 중에서도 강하고 가라앉는 느낌을 주는 색이 겨울 색이라고 할 수 있겠다. 얼굴색은 붉은 기가 비치며 투명하거나 누른 기를 띠고 있으며 전체적으로 푸른빛이 감돈다. 주로 창백하거나 핑크 톤을 가졌다. 눈동자색은 짙으며 홍채 주위에 회색이 가미되면서 청색이나 녹색이 혼합되어 있다. 겨울 유형은 눈동자색의 대비가 강해 뚜렷하고 선명하다. 머리카락은 선명한 검은색으로 푸른빛이 돈다. 어울리는 색상은 명도는 낮고 채도는 높은 톤이다. 푸르면서 흰색이 기본이 된다. 검정과 흰색, 흰 빛을 지닌 색과 푸른 빛을 지닌 원색, 레드나 와인, 자주계열, 청블루, 청보라 등의 강렬하면서 대조되는 색이 잘 어울린다. 퓨어 화이트, 라이트 트루 그레이, 블랙, 그린, 네이비, 블루, 레몬옐로, 마젠타, 블루 레드 등이 그 예이다. 황금색 계열의 색은 피해야한다.

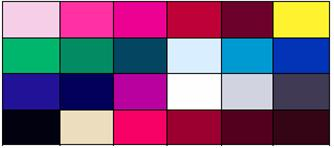
퍼스널 컬러 중 겨울 유형의 색들

##### 뉴트럴 톤
위의 톤인 봄,여름,가을,겨울이 다 어울리는 형이다. 이 톤은 어떤 색이든 잘 어울리며 웜,쿨 다 소화한다.

##### 각 유형별 색의 명도와 채도
|      | 봄     | 여름   | 가을   | 겨울    |
| ---- | ------ | ------ | ------ | ------- |
| 명도 | 고     | 고(高) | 저(低) | 저(低)/ |
| 채도 | 고(高) | 저(低) | 저(低) | 고(高)  |

## 진단

#### 기초
퍼스널 컬러는 피부색, 머리카락 색, 눈동자 색의 색상을 기반하여 진단한다. 진단자는 이 세가지의 부위의 색상이 전체적으로 푸른 색인지 노란 색인지를 판단하여 정립된 4계절 이론을 따른다.

###### 조건
퍼스널 컬러는 진단자의 주관에 따라 달라질 수 있다. 이를 최소화하기 위하여, 진단할 때 몇가지 조건을 갖춰야 한다. 먼저 조명은 진단을 하기 전의 조건으로 일출 후 3시간 이후부터 일몰 3시간 전까지의 천연 광이 가장 적합하다. 또 진단 대상은 입고있는 옷이나 두발 색의 영향을 최소화하기 위해 흰 머리 두건과 흰 케이프를 어깨에 둘러야 한다. 마지막으로 진단 대상의 본연의 퍼스널 컬러를 찾기 위해 지나친 선탠은 지양해야하며, 메이크업도 하지 말아야 한다.

#### 진단 절차

##### 1차 개인 색채 정보 분석 단계
설문지 작성등을 통해 특정 색상에 대한 선호도를 조사한다. 이를 바탕으로 심리 상태를 분석하여 진단 대상의 성격과 취향에 알맞는 색채를 선정한다.

##### 2차 색채 이미지 분석 단계
분광 측색계를 이용하여 적색과 황색도를 분석한다. 이를 바탕으로 웜톤과 쿨톤을 구분한다.

##### 3차 사계절 유형 분석 단계
진단자에 따라 다양한 종류의 퍼스널 컬러 진단천을 사용하여 웜톤과 쿨톤을 구분한다. 그 다음 진단 대상이 사계절 이론 중 어느 계절에 속하는지 구분한다.

##### 4차 개인 색채 선정 단계
앞서 분석하였던 사계절 유형의 색채중에서 가장 어울리는 베스트 색상들을 마지막으로 선별한다.

#### 진단방법
퍼스널 컬러는 개인이 거울을 보고 진단 할 수 있는 방법도 있고, 전문 업체에 의뢰하여 진단할 수 있는 방법도 있다. 개인이 스스로 진단할 경우, 업체에서 사용하는 퍼스널 컬러 진단천을 구입하여 사용하여야 한다. 최근 퍼스널 컬러에 대한 관심이 높아지면서, 개인도 쉽게 진단천을 구입할 수 있다. 그러나 스스로 객관적으로 진단 할 수 없다는 단점이 있다. 반면, 최근 퍼스널 컬러의 중요성이 커짐에 따라 관련 업체들이 기하급수적으로 생겨나고 있다. 개인이나 소규모 그룹으로 전문자격증을 가진 진단자에게 퍼스널 컬러 진단 서비스를 받을 수 있다.

## 활용

##### 메이크업/패션
퍼스널 컬러는 개개인의 메이크업이나 패션에 활용될 수 있다. 각자가 자신이 지닌 톤에 맞는 컬러를 활용함으로써 생기있는 모습을 연출할 수 있다. 각 톤별 활용할 수 있는 대표적 색상은 다음과 같다.
봄 유형- 노란색, 오렌지, 코랄 핑크, 민트, 옐로우 그린 등 노란색이 가미된 원색이나 중간색의 밝고 화사한 색
여름 유형- 화이트 베이지, 아이보리, 화이트 핑크, 피치, 바이올렛, 아쿠아 블루, 블루그린, 라이트 그레이, 라벤더, 아쿠아 그린 등 부드러운 청색과 흰빛이 도는 색이나 연한 회색계열
가을 유형- 옐로우, 베이지, 그린, 코랄핑크, 레드, 피치, 오렌지, 올리브 그린 등 황색을 기본 바탕으로 차분하고 가라앉는 색
겨울 유형- 블랙, 화이트, 네이비, 마젠타, 트루 레드, 와인, 청보라 등의 선명하고 강렬한 대조를 이루는 색

##### 컬러마케팅/이미지컨설팅
퍼스널 컬러는 컬러마케팅 및 이미지컨설팅에도 활용되고 있다. 컬러마케팅이란 색상으로 소비자의 구매 욕구를 자극시키는 마케팅 기법이다.컬러마케팅에서는 제품선택의 구매력을 증가시키는 가장 중요한 변수가 색이된다. 이러한 특징에서 볼 때, 컬러마케팅에 퍼스널 컬러가 활용되는 것은 당연하다. 퍼스널 컬러는 개인에게 어울리는 것에만 국한되는 것이 아니라 기업의 이미지를 대변할 수 있다. 국제사회는 이미 퍼스널 컬러를 컬러마케팅에 활용하고 있다. 이미지컨설팅은 이미지컨설턴트가 개인이나 단체의 성격이나 특성을 분석하여 그에 적합한 이미지를 만들어주고 ,고객이 그러한 이미지를 꾸준히 간직할 수 있도록 관리해주는 것이다. 이미지 컨설턴트는 화장, 화술, 매너, 대화태도, 의복 등을 중심으로 고객의 현재 이미지를 분석할 뿐만 아니라, 고객의 새로운 이미지를 창조하기 위해 다양한 영역에서의 개인의 문제점을 파악하고 분석한다. 이미지컨설팅에서 퍼스널 컬러의 활용은 이미지 메이킹 전략으로 나타난다. 퍼스널 컬러를 이미지 메이킹에 활용함으로써 개인은 자신이 지니고 있는 고유의 색을 찾아 이미지를 연출할 수 있고, 자신의 단점을 커버하고 장점은 부각시켜 긍정적인 효과를 얻어낼 수 있다.